# Región de Poro
Poro es una de las treinta y una regiones de Costa de Marfil. En mayo de 2014 tenía una población censada de 763 852 habitantes. Está formada por los siguientes departamentos, que se muestran igualmente con población de mayo de 2014:
- Dikodougou 80,578
- Korhogo 536,851
- M'Bengué 87,811
- Sinématiali 58,612[1]